# Radioactive (filme)
Radioactive (Brasil: Radioactive / Portugal: Radioactivo) é um filme de drama biográfico britânico de 2019 dirigido por Marjane Satrapi e estrelado por Rosamund Pike como Marie Curie. O filme é baseado no romance gráfico de 2010, Radioactive: Marie & Pierre Curie: A Tale of Love and Fallout, de Lauren Redniss.
O filme estreou como a noite de gala de encerramento no Festival Internacional de Cinema de Toronto de 2019. O filme estava programado para ser lançado nos cinemas em 2020, mas sua estréia foi cancelada devido à pandemia de COVID-19. Foi lançado digitalmente no Reino Unido em 15 de junho de 2020 pelo StudioCanal e lançado em streaming pela Amazon Studios no Prime Video nos Estados Unidos em 24 de julho de 2020.

## Sinopse
Em 1934, Marie Curie desmaia em seu laboratório em Paris. Ao ser levada às pressas para o hospital, ela se lembra de sua vida. Em 1893, ela foi frequentemente rejeitada para financiamento devido ao seu gênero, mas entrou em parceria com Pierre Curie. Depois que Marie descobriu o polônio e o rádio, os dois se apaixonaram, se casaram e tiveram dois filhos. Em breve, Marie anuncia a descoberta da radioatividade, revolucionando a física e a química. O rádio logo é usado em uma série de produtos comerciais. Pierre leva Marie para uma sessão espírita onde o rádio é usado para tentar contatar pessoas falecidas, mas Marie desaprova o espiritualismo e a ideia de uma vida após a morte após a morte de sua mãe na Polônia.
Embora Pierre rejeite a Ordem Nacional da Legião de Honra por não ter nomeado Marie e insista que os dois compartilhem o Prêmio Nobel de Física, Marie fica agitada por ele ter aceitado o Prêmio em Estocolmo sem ela. Logo depois, Pierre fica cada vez mais doente com anemia como resultado de suas pesquisas e é pisoteado até a morte por um cavalo. Embora ela inicialmente rejeite as preocupações de que seus elementos sejam tóxicos, um número crescente de pessoas morrem de problemas graves de saúde após a exposição ao rádio. Deprimida, ela começa um caso com seu colega Paul Langevin. Embora receba a cátedra de Pierre na Sorbonne, a imprensa nacionalista francesa relata os detalhes de seu caso com Langevin e ela é assediada por turbas xenófobas devido às suas origens polonesas. Ela volta para a casa onde assistiu à sessão espírita e, em lágrimas, implora a uma mulher que estava lá para tentar usar o rádio para entrar em contato com Pierre. Quando ela recebe o Prêmio Nobel de Química em 1911, ela desafia as instruções do comitê de não viajar para Estocolmo e é saudada com entusiasmo.
Em 1914, quando a Primeira Guerra Mundial começa, sua filha Irene Curie a convence a dirigir uma unidade de raios-X na Frente Ocidental para determinar se a amputação é necessária ou não para soldados feridos; elas financiam as unidades de diagnóstico de raios-X vendendo suas medalhas de ouro do Prêmio Nobel ao governo. Irene começa a namorar Frederic Joliot, mas Marie desaprova o relacionamento deles porque eles têm pesquisado radioatividade artificial e avisa Irene para não vê-lo ou pesquisar mais radioatividade. Embora ela se recuse a obedecê-la, eles vão para a Frente Ocidental juntos para operar a máquina de raios-X.
Cenas de sua vida são entrelaçadas com cenas que descrevem o impacto futuro de suas descobertas, incluindo radioterapia externa em um hospital em Cleveland em 1956, os bombardeios atômicos de Hiroshima e Nagasaki, um teste de bomba nuclear em Nevada em 1961 e o desastre de Chernobyl em 1986. Ao morrer em 1934, ela teve visões desses eventos antes de acordar em um quarto de hospital. Pierre chega e eles deixam o hospital juntos. O filme conclui afirmando que a unidade móvel dos Curie radiografou mais de um milhão de homens durante a guerra "salvando inúmeras vidas", que sua pesquisa seria usada para criar radioterapia e que os Joliot-Curie descobririam a radioatividade artificial em 1935.
O filme termina com a foto de Marie Curie na Conferência de Solvay de 1927.

## Elenco
- Rosamund Pike como Marie Curie
- Sam Riley como Pierre Curie
- Sian Brooke como Bronia Sklodowska
- Simon Russell Beale como Gabriel Lippmann
- Anya Taylor-Joy como Irene Curie
- Ariella Glaser como jovem Irene Curie
- Indica Watson como Irene Curie, de seis anos
- Cara Bossom como Ève Curie
- Aneurin Barnard como Paul Langevin
- Edward Davis como Frédéric Joliot-Curie
- Katherine Parkinson como Emma Jeanne Desfosses
- Tim Woodward como Alexandre Millerand
- Jonathan Aris como Hetreed
- Mirjam Novak como enfermeira Francoise
- Corey Johnson como Adam Warner
- Demetri Goritsas como Dr. Jenkins
- Michael Gould como juiz Clark
- Drew Jacoby como Loie Fuller
- Paul Albertson como Paul Tibbets

## Produção

### Desenvolvimento
Foi anunciado em fevereiro de 2017 que Marjane Satrapi iria dirigir uma cinebiografia sobre a vida de Marie Curie, com o StudioCanal e Working Title Films servindo como produtores. Previa-se inicialmente um início de produção no "outono de 2017".  Em maio de 2017, durante o Festival de Cannes, Rosamund Pike foi escalada como a senhora Curie.

### Filmagem
Em fevereiro de 2018, a Amazon Studios adquiriu os direitos de distribuição do filme nos Estados Unidos, com as filmagens começando em Budapeste e Esztergom na mesma semana. O elenco foi completado por Sam Riley, Anya Taylor-Joy, Aneurin Barnard e Simon Russell Beale alguns dias depois.

## Abertura
Radioactive estreou como a Gala da Noite de Encerramento no Festival Internacional de Cinema de Toronto em 14 de setembro de 2019. Para celebrar o Dia Internacional da Mulher, a estreia do filme no Reino Unido aconteceu no Curzon Mayfair Cinema em 8 de março de 2020, à frente de seu pretendido lançamento nos cinemas em 20 de março, que foi cancelado devido à pandemia de COVID-19. O StudioCanal finalmente lançou o filme no Reino Unido em plataformas digitais em 15 de junho de 2020 e por meio de vídeo sob demanda em 6 de julho, seguido por um lançamento em DVD em 27 de julho. Nos Estados Unidos, onde o filme foi originalmente programado para ser lançado nos cinemas em 24 de abril de 2020 pela Amazon Studios, ele foi lançado diretamente no Prime Video em 24 de julho de 2020.

## Recepção

### Resposta crítica
No Rotten Tomatoes, o filme tem uma classificação de aprovação de 62% com base em 147 resenhas, com uma classificação média de 6,00/10. A crítica do site diz: "O roteiro falho de Radioactive e as escolhas contraproducentes de contar histórias são compensados pelo desempenho central de Rosamund Pike em um sincero tributo a uma mente científica brilhante". No Metacritic, o filme tem uma pontuação média ponderada de 56 de 100, com base em 31 críticos, indicando "críticas mistas ou médias".
Deborah Young, do The Hollywood Reporter, elogiou o desempenho de Pike, o ritmo e o tratamento do assunto. O The Guardian,  The Independent,  e Kate Taylor do Globe and Mail   examinaram a obra.

### Controvérsia
Embora o filme seja realmente baseado em uma história em quadrinhos de 2010, é comercializado como um "filme biográfico" em Marie Curie. Geraldine McGinty, da Cornell University, criticou severamente o filme não apenas por alterar muitos eventos históricos para efeitos dramáticos, mas por deturpar sua personagem e a de seu marido, por exemplo, dizendo que ela ficou em casa em vez de comparecer à cerimônia do Nobel de 1905 com Pierre, onde ele tardiamente proferiu a palestra para o prêmio de 1903. McGinty disse que suas analogias enganosas, deturpação dos personagens principais e nudez e violência inapropriadas tornam-no inadequado como fonte educacional ou biográfica.